# ارنست بندا
ارنست بندا (انگلیسی: Ernst Benda؛ ۱۵ ژانویهٔ ۱۹۲۵ – ۲ مارس ۲۰۰۹) یک سیاست‌مدار اهل آلمان بود.